# Leyvachelys
 (juillet 2019).
Leyvachelys cipadi
Genre
Espèce
Leyvachelys est un genre éteint de tortues de la famille des Sandownidae  dont les restes fossiles ont été mis au jour en Colombie. Le genre vivait au Crétacé inférieur.
Une seule espèce est rattachée au genre : Leyvachelys cipadi.

## Liste d'espèces
Selon Catalogue of Life (13 juillet 2019) :
- Leyvachelys cipadi Cadena, 2015 †

## Publication originale
- (en) Edwin Cadena, « The first South American sandownid turtle from the Lower Cretaceous of Colombia », PeerJ, PeerJ Publishing (d), vol. 3,‎ 2015, e1431 (ISSN 2167-8359, OCLC 793828439, PMID 26713227, PMCID 4690369, DOI 10.7717/PEERJ.1431, lire en ligne).